# Нікола Шпіріг
Нікола Шпіріг  (нім. Nicola Spirig, 7 лютого 1982) — швейцарська тріатлоністка, олімпійська чемпіонка, чемпіонка Європейських ігор, медалістка командного чемпіонату світу. Спортсменка року Швейцарії в номінації «відкриття року» (2001) та безпосередньо як спортсменка (2012).

## Досягнення
- Олімпійські ігри: перше місце — 2012; друге місце — 2016.
- Чемпіонат світу: друге місце — 2010.
- Чемпіонат світу (естафета): перше місце — 2010; друге місце — 2011.
- Європейські ігри: перше місце — 2015.
- Чемпіонат Європи: перше місце (6) — 2009, 2010, 2012, 2014, 2015, 2018; третє місце — 2007.
- Чемпіонат Європи (естафета): друге місце — 2015.

- Молодіжний чемпіонат світу: третє місце (2) — 2002, 2005
- Молодіжний чемпіонат світу (дуатлон): перше місце — 2003.
- Молодіжний чемпіонат Європи: друге місце — 2005.

- Юніорський чемпіонат світу: перше місце — 2001; друге місце — 1999; третє місце — 2000.
- Юніорський чемпіонат світу (дуатлон): перше місце — 2000; третє місце — 2001.
- Юніорський чемпіонат Європи: перше місце — 1999; друге місце — 2001.

## Статистика
Статистика виступів на головних турнірах світового тріатлону:
| Дата | Назва турніру              | Місце | Очки (час) | Примітки |
| ---- | -------------------------- | ----- | ---------- | -------- |
| 2003 | Чемпіонат світу            | 32    | 02:13:55   |          |
| 2004 | Чемпіонат світу            | DNF   | —          |          |
|      | Олімпійські ігри           | 19    | 02:08:44   |          |
| 2007 | Чемпіонат світу            | 19    | 01:57:00   |          |
|      | Кубок світу                | 6     | 222        | [ 2 ]    |
| 2008 | Олімпійські ігри           | 6     | 02:00:30   |          |
|      | Кубок світу                | 12    | 119        | [ 3 ]    |
| 2009 | Світова серія              | 15    | 1937       | [ 4 ]    |
| 2010 | Чемпіонат світу (спринт)   | 6     | 00:59:24   |          |
|      | Чемпіонат світу (естафета) | 1     | 00:18:59   |          |
|      | Світова серія              | 2     | 3413       |          |
| 2011 | Чемпіонат світу (спринт)   | 16    | 00:59:30   |          |
|      | Чемпіонат світу (естафета) | 2     | 00:17:50   |          |
|      | Світова серія              | 19    | 1602       |          |
| 2012 | Олімпійські ігри           | 1     | 01:59:48   |          |
|      | Світова серія              | 6     | 3264       |          |
| 2015 | Європейські ігри           | 1     | 02:00:28   |          |
|      | Світова серія              | 17    | 1870       |          |
| 2016 | Олімпійські ігри           | 2     | 01:56:56   |          |
| 2017 | Світова серія              | 52    | 471        |          |
| 2018 | Чемпіонат світу (естафета) | 8     | 00:21:16   |          |
|      | Світова серія              | 27    | 1523       |          |

## Галерея

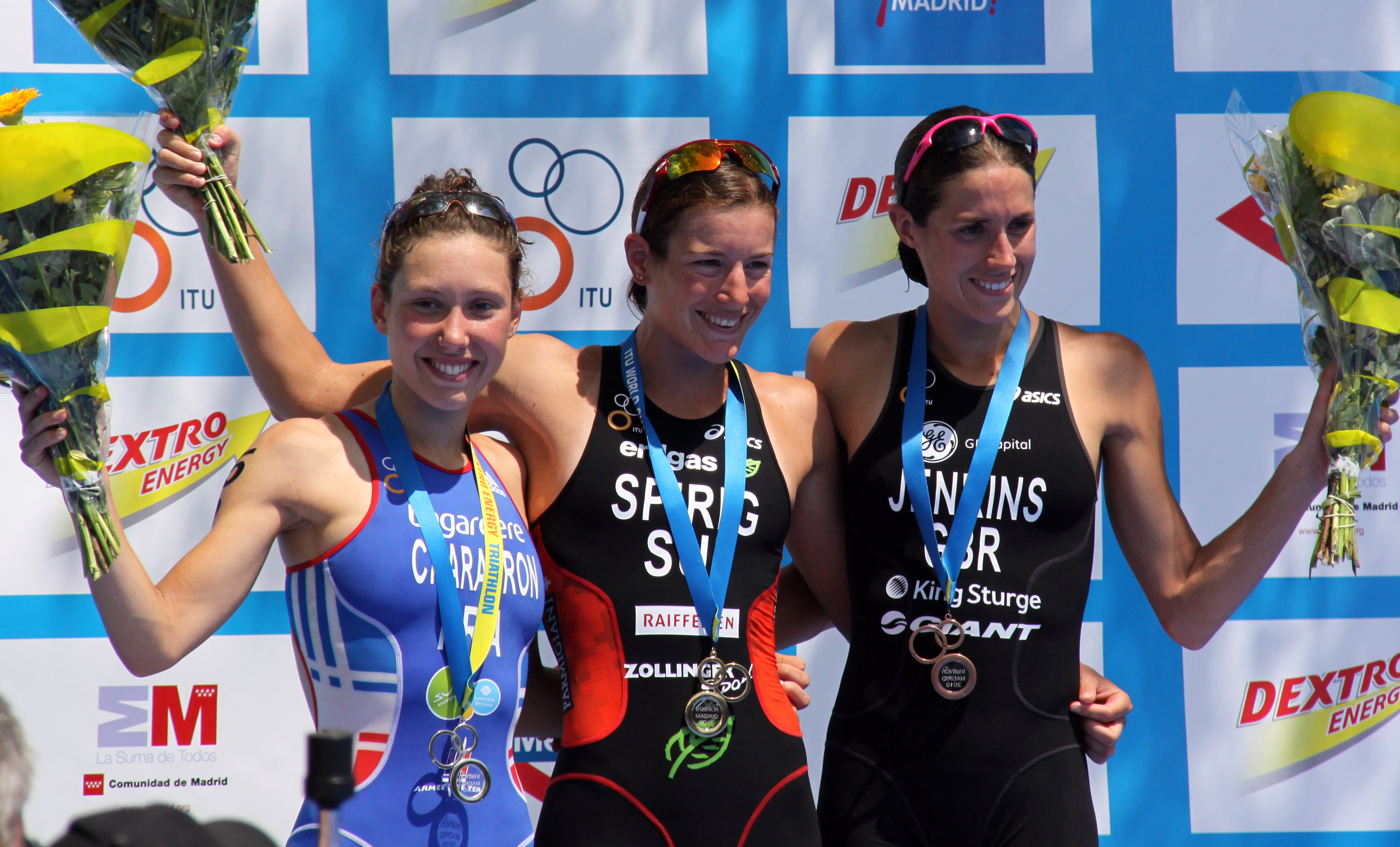
Еммі Карайрон, Нікола Шпіріг і Гелен Дженкінс (Мадрид, 2010)
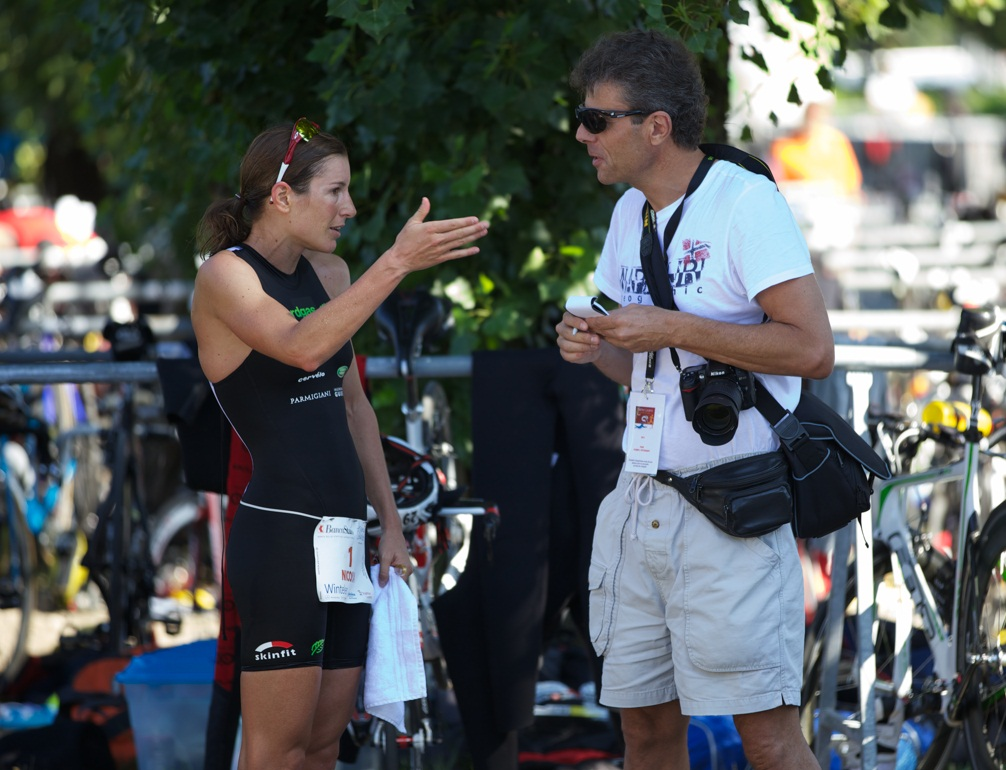
Чемпіонка Олімпійських ігор 2012 року відразу після фінішу спілкується з швейцарським журналістом.
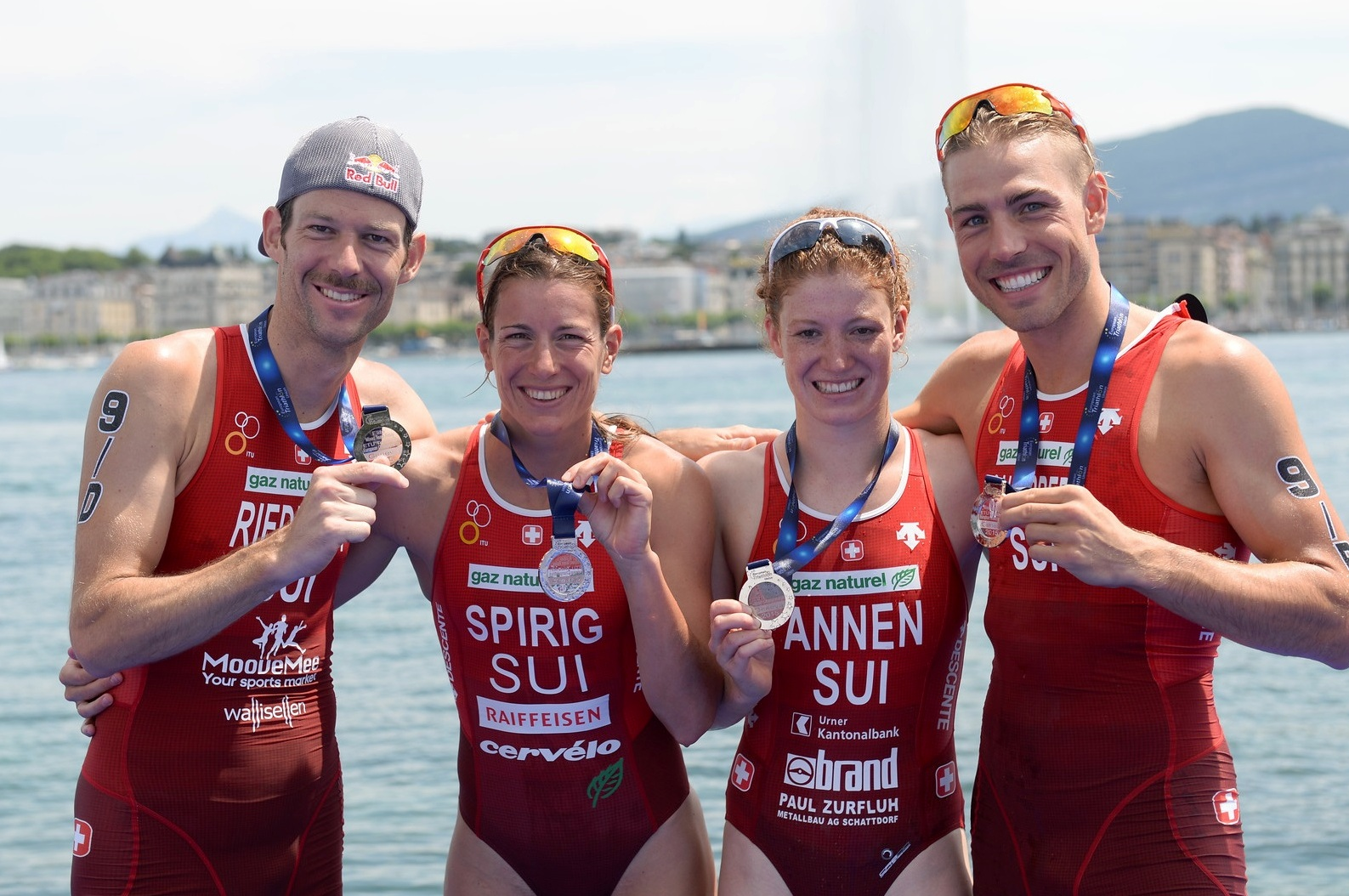
Срібні призери чемпіонату Європи 2015 року Свен Рідерер, Нікола Шпіріг, Йоланда Аннен і Андреа Сальвісберг.